# Maskindirektivet
Maskindirektivet, EU-direktiv 2006/42/EG, ersätter EU-direktiv 98/37/EG. Direktivet omfattar bland annat fastläggande av krav för att undvika olyckor i industriella maskinparker vid konstruktion, tillverkning, drift och underhåll av maskiner.
Direktivet gäller från 29 december 2009 i EU.
I Sverige har Arbetsmiljöverket tillsyn över maskindirektivet som överförts till svensk lag genom föreskrifterna om maskiner (AFS 2008:3).